# 龍在雪域：一九四七年後的西藏
《龍在雪域：一九四七年後的西藏》是藏学家茨仁夏加的一部当代西藏史著作。
藏學家艾略特·史伯嶺教授稱讚《龍在雪域》難得的使用了藏文、中文及英文史料，本書首次描述以下事件：文化大革命時西藏情形、50年代到70年代間西藏民眾的抗爭、達賴喇嘛與中國政府在一九七○年代末期到一九八○年初期談判的經過。
《紐約時報》書評表示，本書採用公正的方法，沒有一味譴責中共的統治，而是解釋中共政策改變的原因，揭露中共內部的角力如何影響藏人生活。本書留給讀者的結論，是西藏悲劇的原因，既不是因為流亡藏人所指控的「中共精心策畫」，也不是因為中共所指控的「美國與印度陰謀」，而是各方利益衝突、互相誤解、背後暗算以及政治權宜之計的結果。
中譯者謝惟敏認為本書秉筆直書，避免了兩岸類似著作裡常見的民族主義成見。作者茨仁夏加親自採訪了許多藏人的看法，讓本書包括了藏人對自身歷史的觀點。
對於1959年西藏起義是不是中共所指控的「西藏上層反動集團策動的武裝叛亂」，本書指出西藏貴族、喇嘛們當天都在解放軍總部接受慇勤款待，不可能策動叛亂。本書也描繪了文化大革命期間在西藏自治區如何以破四舊為藉口，發動群眾破壞藏族文化遺產，攻擊當地文化習俗。因為1947年印度獨立影響中亞情勢，本書以1947年為西藏現代史的斷代點，突顯了印度對西藏命運的影響。
西藏自治區黨校副校長胡岩认为《龙在雪域》是一部有新意的研究西藏现代史的学术著作，但未能摆脱一般西方人对于西藏的错误认识，未能跳出“西藏独立”论的案臼。